# Mat in de opening
Een mat in de opening houdt bij schaken in dat het de partij al na zeer weinig zetten eindigt in schaakmat, terwijl men nog in de openingsfase is. Een partij met een mat in de opening is tevens een miniatuur, een wat bredere term: een miniatuur is een korte partij, maar kan ook op andere wijze dan mat eindigen.

## Twee vormen
Men onderscheidt twee vormen die elkaar min of meer overlappen:
- Tijdens een opening kan een speler een blunder maken, waarbij hij mat gaat. Deze blunder kan het gevolg zijn van een openingsval.
- Er zijn enkele varianten die niet in normale partijen voorkomen. Bij deze varianten moet de verliezende speler nauwkeurig meewerken om mat mogelijk te maken.

In enkele gevallen is niet eenduidig te bepalen of de verliezende partij heeft meegewerkt aan mat. Dit valt dus in het overlappende grijze gebied.

## Aantal zetten
Zetten worden bij het schaken genummerd per paar: als beide spelers een zet hebben gedaan, is men in de nummering één stap verder. Omdat wit in het schaken altijd de eerste zet van de partij mag doen, kan het voorkomen dat de spelers precies evenveel zetten hebben gedaan of dat zwart er één minder heeft gedaan.
- "Wit geeft mat op de vierde zet" (of: "in vier zetten") betekent dat de matstelling tot stand komt na de derde zet van wit. Die heeft dan gewonnen. Zwart heeft dan pas drie zetten gedaan. Vanuit het perspectief van de verliezer kan men zeggen: "Zwart staat op de derde zet mat."
- Als zwart mat geeft op de vierde zet (of "in vier zetten"), hebben beide spelers vier zetten gedaan. Anders gezegd: "Wit staat mat op de vierde zet."

Wie het aantal zetten exact in een getal wil uitdrukken, kan het aantal 'halve zetten' (of ply) tellen, waarbij men dus de zetten van wit en zwart afzonderlijk telt, in afwijking van wat gebruikelijk is in het schaken.
De snelste manier waarop een schaakpartij in mat kan eindigen is het gekkenmat (of narrenmat), waarbij wit al mat gaat na twee zetten (vier ply). De snelste manier die voorkomt bij echte partijen tussen beginners is het herdersmat, waarbij wit mat geeft in vier zetten.

## Overzicht
| Naam opening                         | Zetten | Resultaat | Varianten |
| ------------------------------------ | ------ | --------- | --------- |
| Narrenmat                            | 2      | 0-1       | 8         |
| Narrenmat met wit                    | 3      | 1-0       | 305       |
| Narrenmat met wit op g6              | 3      | 1-0       | 28        |
| Narrenmat met wit met de loper       | 3      | 1-0       | 8         |
| Narrenmat met wit met de loper op g6 | 3      | 1-0       | 4         |
| Narrenmat met de dame op e5          | 3      | 1-0       | 2         |
| Herdersmat                           | 4      | 1-0       | onbekend  |
| Herdersmat met dame en paard         | 5      | 1-0       | onbekend  |
| Herdersmat met dame en toren         | 7      | 1-0       | onbekend  |
| Zeekadettenmat                       | 8      | 1-0       | onbekend  |
| Stikmat in de Caro Kann              | 6      | 1-0       | onbekend  |

### Narrenmat of gekkenmat (acht varianten)
Bij narrenmat (ook bekend als gekkenmat) staat wit al na de tweede zet mat, dus na vier 'halve' zetten. Dit is alleen mogelijk als wit in diens eerste zetten zowel de f- als de g-pion  opspeelt, wat tamelijk ongebruikelijk is zo vroeg in de partij, en zo zwart bedoeld of onbedoeld een handje helpt. Hierbij komt de diagonaal e1-h4 vrij en daar kan zwart dan mat geven met de dame.
Er zijn acht varianten mogelijk van het narrenmat. De witte g-pion moet twee velden worden opgespeeld, naar g4 (een pion op g3 zou de genoemde diagonaal juist afschermen), maar de f-pion  kan in de slotstelling zowel op f3 als f4 staan. De volgorde van deze zetten is onbelangrijk. Op vier manieren kan wit dus het mat mogelijk maken. Zwart speelt in het begin de e-pion op, wat zowel naar e6 als naar e5 kan. Hiermee wordt de diagonaal d8-h4 geopend, zodat hierna de matzet Dd8-h4 kan volgen.
- 1. f3 e6 2. g4 Dh4 mat

### Narrenmat met wit (305 varianten)
Zwart kan op soortgelijke wijze mat gaan. Men zou dit "narrenmat met wit" (of "narrenmat in de achterhand") kunnen noemen. Wit geeft dan mat met de damezet Dh5. Dit kan pas als zwart de diagonaal e8-h5 heeft geopend door de f- en g-pion op te spelen, wat twee zetten duurt. Het mat volgt dan op de 3e zet, een 'halve' zet later dan bij het gewone narrenmat (door zwart).
Er zijn theoretisch ruim driehonderd mogelijkheden voor een dergelijk mat op de 3e zet. Bij zwart moet (net als bij wit in het gewone narrenmat) de g-pion twee velden vooruit; de f-pion kan in de slotstelling zowel op f5 als op f6 staan, terwijl de volgorde willekeurig is. Bij de voorbereidende zetten van wit is de enige voorwaarde dat de e-pion vooruit gaat (naar e3 of e4) om de route van de dame van d1 naar h5 vrij te maken. De andere zet is willekeurig, zolang deze de diagonaal niet blokkeert (zoals met Pf3), vandaar het grote aantal versies. Deze zet dient alleen om zwart een extra tempo te geven voor diens blunders. Ook de volgorde maakt niet uit. 
- Een voorbeeld: 1. e4 g5 2. d4 f6 3. Dh5#

### Narrenmat met wit op g6 (28 varianten)
Narrenmat kan ook op g6 plaatsvinden in plaats van h5. Voor wit zijn er 2 mogelijkheden. Wit kan de e-pion opspelen, en de dame op g4 plaatsen, maar men kan ook de c-pion opspelen en de dame op c2 spelen. De pion maakt de weg vrij voor de dame, die vervolgens het veld g5 aanvalt. Zwart speelt de f- én de h-pion op. Als de dame op c2 staat mag de zwarte f-pion niet op f5 komen, want dan blokkeert deze de dame. Het opspelen van de pionnen zorgt ervoor dat het veld g6 niet staat aangevallen voor zwart. Het opspelen van de f-pion maakt de diagonaal e8-g3 open. De volgende zet is weer fataal. Deze variant duurt net zo lang als de variant op h5.
- 1. e4 f6 2. Dg4 h5 3. Dg6#

### Narrenmat met wit met de loper op h5 (acht varianten)
De dame maakt gebruik van de diagonalen. Dat kan de loper ook. Voor de loper moet de e-pion worden opgespeeld. De tweede zet van wit is Le2. Vanaf nu staat de loper op dezelfde diagonaal als de dame. Zwart speelt weer de f- en g-pion op, en Wit speelt Lh5#.
Bijvoorbeeld 
- 1. e4 g5 2. Le2 f5 3. Lh5#

### Narrenmat met wit met de loper op g6 (vier varianten)
Wat op h5 kan, kan ook op g6, dat hebben we al gezien met de dame. De e-pion gaat naar e3, en op de tweede zet van wit gaat de loper naar d3, waar hij op dezelfde diagonaal staat als de dame op c2 uit het bovengenoemde "narrenmat met wit op g6". Zwart doet f6 en speelt de h-pion op, waarna wit mat zet met de loper op g6.
Bijvoorbeeld 
- 1. e3 g5 2. Ld3 f5 3. Lg6#

### Helpmat met Ke7 (twee varianten)
We kennen ook nog een vreemde eend in de bijt. Omdat de naam ook voor deze vorm van openingsmat nog niet bekend is op Wikipedia, wordt het voorlopig onder helpmat geschoven. Er zijn maar twee varianten, wat aangeeft dat zowel de volgorde van de zetten als de plaatsing van de stukken strikt is. Wit speelt e3 of e4. Dit is dus de variatie. Zwart speelt e5. Wit speelt de dame naar h5. Dit kon niet eerder want de pion stond in de weg. Zwart speelt Ke7, waardoor het onmogelijk wordt in de derde zet de loper, de dame of het paard ertussen te zetten. De dame slaat de pion met mat.
- 1. e4 e5 2. Dh5 Ke7 3. Dxe5#

### Helpmat op de tweede rij
Dit kan ook met zwart, maar de zwarte dame kan ook dwars door het centrum. Ook de naam voor deze openingsmat is nog niet bekend op Wikipedia, en wordt derhalve voorlopig onder helpmat geschoven.
- 1. e4 d5 2. exd5 Dxd5 3. Ke2 De4#

Dit effect is ook te bereiken op de d-lijn:
- 1. d4 c6 2. Kd2 Db6 3. De1 Dxd4#

### Helpmat met Kd2 en Kc3
Er zijn ook varianten waarbij de koning tweemaal wordt gezet. Deze varianten hoeven niet per definitie langer te duren.
- 1. d3 c5 2. Kd2 Db6 3. Kc3 Db4#

### Herdersmat met dame en loper
De bekende valstrik genaamd herdersmat is een mat waarbij de dame wordt ondersteund door de loper. Herdersmat kent verschillende varianten, waaronder:
- 1. e4 e5 2. Lc4 Pc6 3. Dh5 Pf6 4. Dxf7#

Zwart kan ook andere zetten spelen, terwijl wit de dame ook op f3 in plaats van h5 kan zetten en e3 in plaats van e4 kan spelen.

### Herdersmat met dame en paard
De dame kan ook ondersteund worden door het paard. Deze variant komt minder vaak voor dan de loper-variant. Een mogelijke partij:
- 1. e4 e5 2. Dh5 Pc6 3. Pf3 d6 4. Pg5 h6 5. Dxf7#

### Herdersmat met dame en toren
De dame kan ook ondersteund worden door de toren. Een mogelijke partij:
- 1. e3 Pc6 2. Lb5 b6 3. Ph3 Pe5 4. f3 Pxf3+ 5. Dxf3 c6 6. 0-0 cxb5 7. Dxf7#

### Stikmat in 3
De kortst mogelijke vorm van stikmat vindt plaats in drie zetten, en kan dus ook als openingsmat worden beschouwd. Net als bij narrenmat is het wit die in de kortste variant mat gaat. De variant waarbij zwart mat gaat duurt een halve zet langer, omdat wit weer eerst een tempo moet weggeven.
- 1. e4 Pa6 2. c3 Pc5 3. Pe2 Pd3#

Het stikmat kan ook gegeven worden met het paard op de koningsvleugel:
- 1. e3 Pc6 2. g3 Pe5 3. Pe2 Pf3#

### Zeekadettenmat
Een andere bekende vorm van openingsmat is het zeekadettenmat.
- 1. e4 e5 2.Lc4 d6 3.Pf3 Pc6 4.Pc3 h6 5.d4 Lg4 6. Pxe5 Lxd1?? 7. Lxf7+ Ke7 8. Pd5#

### Stikmat in de Caro-Kann
In de Caro-Kann-opening komt een matval voor, die tot op hoog niveau slachtoffers heeft gemaakt.
- 1.e4 c6 2.d4 d5 3.Pd2 dxe4 4.Pxe4 Pd7 5.De2 Pgf6?? 6.Pd6#

### Mat in de Caro-Kann
In 1910 speelden Richard Réti en Sawielly Tartakower in Wenen de volgende Caro-Kann-partij:
- 1.e4 c6 2.d4 d5 3.Pc3 dxe4 4.Pxe4 Pf6 5.Dd3 e5? 6.dxe5 Da5 7.Ld2 Dxe5 8.0-0-0 Pxe4? 9.Dd8! Kxd8 10.Lg5++

Tartakower gaf op: bij de volgende zet zou hij mat gaan.

### Mat in het Boedapestgambiet
In het Boedapestgambiet komt een matval voor. De volgende partij wordt toegeschreven aan Amédée Gibaud en Frédéric Lazard, 1924:
- 1.d4 Pf6 2.Pd2 e5 3.dxe5 Pg4 4.h3? Pe3! 5.fxe3 Dh4+ 6.g3 Dxg3#

### Mat in het Kosticgambiet
In het Kosticgambiet komt een matval voor: 1.e4 e5 2.Pf3 Pc6 3.Lc4 Pd4. 4.Pxe5 Dg5 5.Pxf7 Dxg2 6.Tf1 Dxe4+ 7.Le2 en de partij eindigt in stikmat met 7... Pf3#
herdersmat · narrenmat · zeekadettenmat